# La Gauche (Suisse)
Pour les autres articles nationaux ou selon les autres juridictions, voir La Gauche.
 (février 2016).
Si vous disposez d'ouvrages ou d'articles de référence ou si vous connaissez des sites web de qualité traitant du thème abordé ici, merci de compléter l'article en donnant les références utiles à sa vérifiabilité et en les liant à la section « Notes et références ».

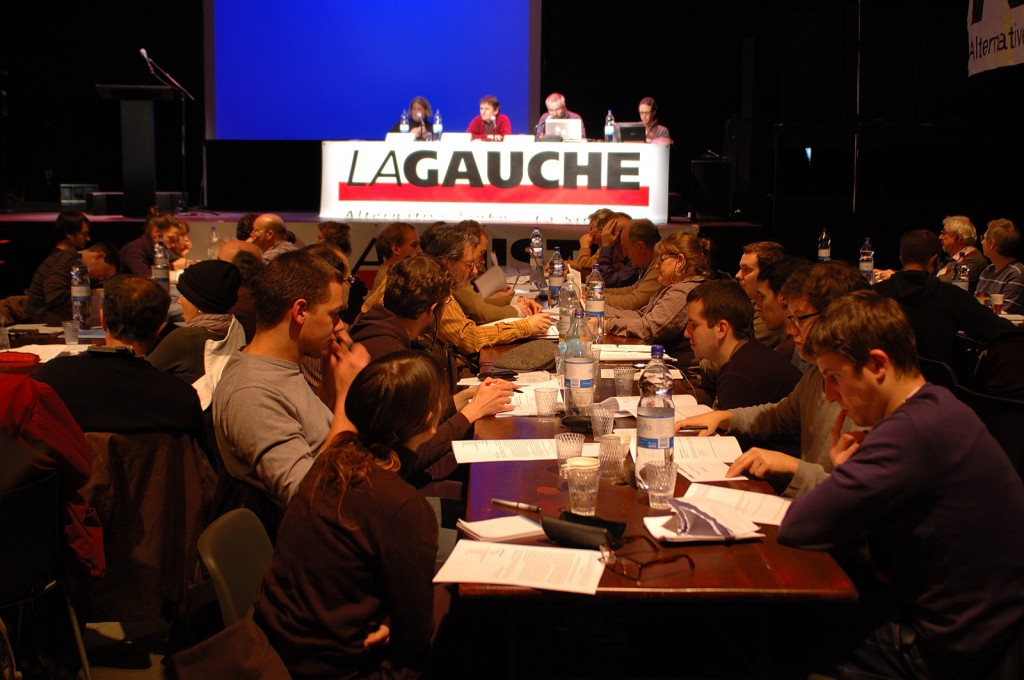
2e congrès de La Gauche au 5 mars 2011 à Zurich

La Gauche (en allemand : Alternative Linke ; en italien : La Sinistra) est un mouvement politique suisse, se situant à gauche du Parti socialiste suisse  et des Verts. Il s'est fixé comme objectif de rassembler les différentes forces de l'espace politique de la gauche radicale, afin de promouvoir un projet de société écologiste en rupture avec le capitalisme.

## Histoire
La Gauche est née à la suite d'un appel lancé en faveur d'un rassemblement des forces politiques dispersées à la gauche de la gauche. À la suite de cet appel, une série de rencontres ont eu lieu à Berne, rassemblant notamment le syndicaliste Olivier Cottagnoud, l'ancien président de section socialiste Frédéric Charpié, le popiste vaudois Josef Zisyadis, ainsi que des membres des Jeunes verts genevois et du Parti communiste genevois. La Gauche a tenu son congrès de fondation à Schaffhouse, le 21 novembre 2009. Le 5 mars 2011, réuni en congrès national à Zurich, le mouvement a lancé sa première initiative populaire, visant à l'abolition des forfaits fiscaux pour toute la Suisse. Lors de l'édition 2012 de son congrès, qui s'est déroulé à Bienne, l'organisation a entre autres décidé d'établir un rapprochement avec le Front de gauche français et de soutenir SYRIZA, la coalition grecque de la gauche radicale. Ce congrès a également été marqué par la présence de Stéphane Hessel en tant qu'invité.

## Organisation
Le Congrès de Schaffhouse a élu un premier comité national, composé d'une quinzaine de personnes des trois régions linguistiques de Suisse et chargées de mettre en place un secrétariat national. La Gauche ne s'est pas donné de président ou de porte-parole, privilégiant une démarche la plus ouverte et participative possible. La Gauche n'est pas un parti politique, mais un mouvement réunissant des membres pouvant appartenir à des partis politiques : le principe de la double-appartenance est reconnu. À la suite d'une décision du Congrès de Schaffhouse, des sections cantonales du mouvement ne pourront se constituer que s'il n'existe aucune force politique établie à la gauche du PS et des Verts ; dans le cas contraire, un processus de rencontres et de dialogue sera engagé avec les forces existantes. 
Les partis ayant fusionné sont :
- La Gauche Alternative Valaisanne
- SolidaritéS Genève
- SolidaritéS Neuchâtel
- SolidaritéS Vaud
- Le POP neuchâtelois
- Le POP jurassien
- Le POP vaudois
- Les Communistes genevois
- La Liste Alternative schaffhousoise
- La Liste Alternative zurichoise
- La Liste Alternative Vallée de la Limmat
- La Liste Alternative de Winterthur

## Idéologie
La Gauche se réclame de l'écosocialisme et de l'anticapitalisme. À la base du mouvement se trouve la volonté d'unir et de rassembler les partis de la « gauche combative ».

## Élus
Après les élections fédérales de 2011, la Gauche perd son seul élu au Conseil national (Josef Zisyadis).

## Campagnes
La Gauche est à l’origine en mars 2011 de l'Initiative populaire « Halte aux privilèges fiscaux des millionnaires », rejetée par 59,2 % des votants suisses en 2014.